# Зелен неон
Зеленият неон (Paracheirodon simulans) е вид сладководна риба от семейство Харациди.

## Разпространение
Среща се в горната част на река Ориноко, както и в река Рио Негро в Южна Америка.

## Описание
Тялото на тези риби е тънко и достига максимална дължина около 2,5 cm.